# Диалоги кармелиток
«Диало́ги кармели́ток» (фр. Dialogues des Carmélites) — опера в 3 актах (12 картинах) Франсиса Пуленка. Написана по заказу миланского театра Ла Скала, где и была поставлена впервые 26 января 1957 года (на итальянском языке, дирижёр Нино Сандзоньо). Посвящена истории компьенских мучениц, пострадавших во время Великой французской революции от рук революционеров. Это одна из считанных опер послевоенного периода, которые прочно вошли в международный оперный репертуар. Протяжённость спектакля 2,5—3 часа. 

## Создание оперы
Инициатива создания оперы принадлежала издательству Ricordi. Супруга главы издательства, Маргарет Вальман, отвела Пуленка в театр Эберто, где его владелец поставил пьесу по киносценарию, который не успел закончить умерший незадолго до того Жорж Бернанос. Сценарий был основан на книге Гертруды Лефорт «Последняя на эшафоте» (нем. «Die Letzte am Schafott») и создавался по просьбе Филиппа Агостини. Впоследствии, в 1960 году, Агостини снял по нему фильм «Диалог кармелиток» с Жанной Моро, Алидой Валли и Мадлен Рено. 
Пуленк, которого глубоко занимали вопросы религии и жертвенности, заинтересовался литературным материалом. Работа над оперой заняла три года и была завершена в 1956 году.

## Содержание
Маркиз де ла Форс и его сын (шевалье) тревожатся за душевное состояние Бланш — дочери маркиза, чьи детские страхи обострились после трагической гибели матери в давке во время народных волнений. В поисках умиротворения девушка находит приют в монастыре босых кармелиток в Компьене (Пикардия). Но вместо покоя её охватывает новая волна ужаса: молодая послушница Констанс делится с Бланш мрачным предсказанием о близкой смерти обеих.
Кончина настоятельницы обители, мадам де Круасси, усугубляет душевный кризис героини. Несмотря на уговоры брата покинуть монастырь и вернуться в семью, Бланш остаётся. Вскоре революционные власти объявляют о роспуске религиозных общин, и сёстры под руководством новой настоятельницы мадам Лидуан принимают обет мученичества, отказываясь спасаться бегством.
Охваченная паникой, Бланш тайно бежит из обители. Однако, став свидетельницей казни кармелиток, которые с достоинством восходят на эшафот одна за другой, девушка находит в себе силы преодолеть страх. В последний момент она присоединяется к сёстрам, завершая их жертвенный путь собственной героической гибелью.  Таким образом, на протяжении оперы Бланш преображается из наивного подростка в сознательную мученицу, принимающую смерть ради веры. 
Трагическая сцена гильотинирования французскими революционерами шестнадцати сестёр-мучениц основана на тексте знаменитого марианского антифона Salve Regina, который начинается как камерный хор, затем несколько раз прерывается леденящим кровь звуком гильотины и заканчивается соло Бланш, пение которой также обрывает звук гильотины. Казнь реальных кармелиток состоялась 17 июня 1794 в Париже.
Пуленк новаторски избегает одновременного пения солистов, балансируя между ариозо и речитативами. Чтобы передать атмосферу церковных обрядов, композитор вплёл в либретто подлинные тексты католических песнопений на латыни. Так, во втором действии звучат фрагмент реквиема, молитвы Ave verum corpus и Ave Maria, а кульминацией становится сцена казни, где Бланш, поднимаясь на эшафот, исполняет строфу из гимна Veni Creator Spiritus, завершая своё духовное преображение.

### Главные персонажи

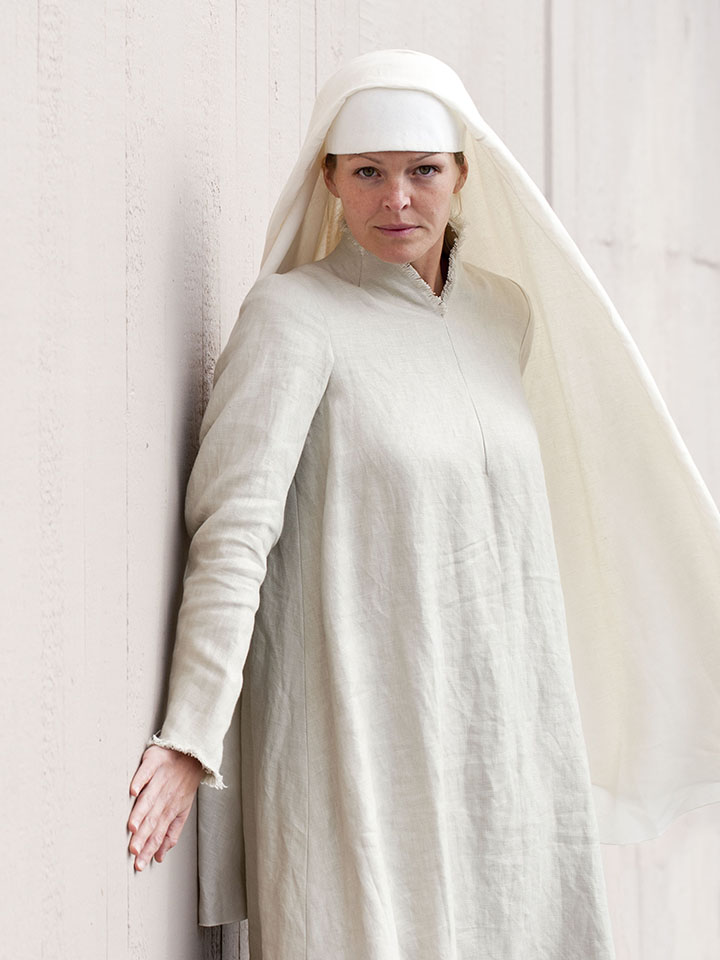
Ромбо, Элин в роли Бланш (Стокгольм, 2011)

- Бланш (де ла Форс) / Blanche de la Force (сопрано)
- Маркиз де ла Форс / Marquis de la Force (баритон)
- Шевалье де ла Форс / Chevalier de la Force (тенор)
- Мадам Лидуан / Madame Lidoine (сопрано)
- Мадам де Круасси / Madame de Croissy (альт)
- мать Мария / Mère Marie (меццо-сопрано)
- сестра Констанс / Constance (сопрано)
- сестра Матильда / Mathilde (меццо-сопрано)

## Сценические постановки и записи
Премьера состоялась 26 января 1957 года в Ла Скала на итальянском языке (дирижировал Нино Сандзоньо); её запись была выпущена на пластинке. Французская премьера состоялась в том же году 21 июня в Парижской опере, под управлением Пьера Дерво. В миланской премьере были заняты румынская певица Вирджиния Зеани (Бланш), турецкая Лейла Генджер (Мадам Лидуан), итальянская Фьоренца Коссотто (сестра Матильда), в парижской — Дениз Дюваль (Бланш), Рита Горр (мать Мария), Режин Креспен (мадам Лидуан). 
Американская премьера прошла 20 сентября 1957 года в Опере Сан-Франциско (в английском переводе), а 3 марта 1966 года опера впервые была поставлена в Нью-Йорке силами Нью-Йоркской городской оперы. В России сценическая премьера состоялась гораздо позже — только в 2004 году, в московском театре Геликон-опера (реж. Д. А. Бертман). Много шума наделала в 2010 году постановка оперы Дмитрием Черняковым в Баварской государственной опере: наследники Бернаноса и Пуленка были возмущены хэппи-эндом и отказом от кульминационной сцены с гильотиной, подав на театр в суд.
В архивной дискографии оперы выделяется студийная аудиозапись 1958 г. (EMI France, моно) под руководством П. Дерво, в которой заняты основные участники французской премьеры 1957 г. Известны также стереозаписи оперы под руководством Ж.-П. Марти (1980) и К. Нагано (1990). Среди видеозаписей — спектакль в Рейнской опере (1999, дирижёр Я. Латам-Кёниг), в Баварской государственной опере (2010, дирижёр К. Нагано), в Театре Елисейских полей (2014, дирижёр Жан Роре), в «Метрополитен-опере» (2019, дирижёр Я. Незе-Сеген, в главной роли — И. Леонард).